# Luis David Montero
Luis David Montero (Santo Domingo, 6 de abril de 1993)  es un baloncestista dominicano que actualmente pertenece a Cocodrilos de Caracas de la Liga Profesional de Baloncesto de Venezuela.
Mide 2,01 metros (6 pies y 7 pulgadas) de estatura y juega en la posición de escolta, pero también puede jugar de alero.

## Trayectoria deportiva

### Primeros años
Montero jugó en el instituto "Wilbraham & Monson Academy" en Wilbraham, Massachusetts. Después jugó baloncesto universitario en la Westchester Community College de la National Junior College Athletic Association en la temporada 2013-14 donde promedió 15,6 puntos, 5,9 rebotes y 3 asistencias por partido. Montero regresó a Westchester para jugar la temporada 2014-15, pero su temporada fue cancelada debido a problemas de transcripción. En enero de 2015, Montero se matriculó en la South Plains College con el objetivo de jugar para ellos en la temporada 2015-16. Sin embargo, en abril de 2015, Montero declaró su elegibilidad para el draft de la NBA.

### Profesional
Después de no ser elegido en el Draft de la NBA de 2015 firmó un contrato con los Portland Trail Blazers y se unió a ellos para jugar en la Liga de Verano de la NBA de 2015. El 30 de octubre hizo su debut en la NBA en la derrota ante los Phoenix Suns. El 5 de noviembre, Montero anotó sus primeros puntos en la liga tras anotar su primer intento de triple ante los Memphis Grizzlies. El 10 de marzo de 2016 fue asignado junto con Cliff Alexander a los Santa Cruz Warriors, el equipo de la NBA D-League afiliado a los Golden State Warriors. Dos días más tarde debutó en la NBA D-League, registró 20 puntos, 7 rebotes, 2 asistencias y 3 robos en 31 minutos de acción en la derrota ante Los Angeles D-Fenders. En el siguiente partido, Luis aportó 17 puntos, 5 rebotes y 7 asistencias en la victoria contra los Delaware 87ers. En su cuarto partido el 19 de marzo, Montero logró 20 puntos, 6 rebotes, 3 asistencias, 1 robo y 5 tapones en 34 minutos en la derrota ante los Oklahoma City Blue por 107-106. Al siguiente día fue llamado por Portland. Fue dejado libre por el equipo de Portland Trail Blazers el 15 de octubre de 2016

## Selección nacional
Montero ha jugado con la selección de baloncesto de República Dominicana en varios torneos internacionales, incluyendo la Copa Mundial de Baloncesto de 2019.